# アートマン
アートマン（आत्मन् Ātman）は、ヴェーダの宗教で使われる用語で、意識の最も深い内側にある個の根源を意味する。真我とも訳される。
インド哲学の様々な学派における中心的な概念であり、アートマン、個人の自己（Jīvātman)、至高の自己（Paramātmā)、究極の現実（Brahman）の関係について学派によって異なる見解を持っている。これらは、完全に同一である（Advaita, 非二元論者)、完全に異なる（Dvaita, 二元論者)、非異なると同時に異なる（Bhedabheda, 非二元論者+二元論者)、などといった見解らがある。
ヒンドゥー教の6つの正統派では、すべての生命体（Jiva）にはアートマンが中に存在しているとの見解を持ち、これは「体と心の複合体」とは異なるものである。この見解は仏教と大きく異なる点であり、仏教では常一主宰（永遠に存続し・自主独立して存在し・中心的な所有主として全てを支配する）な我の存在を否定して無我説を立てた。

## 語源
梵: ātmanの本来の語義は「呼吸」であったが、そこから転じて生命、自己、身体、自我、自我の本質、物一般の本質自性、全てのものの根源に内在して個体を支配し統一する独立の永遠的な主体などを意味する。
最も内側 (the innermost) を意味する サンスクリット語の Atma（アートマ）を語源としており、アートマンは個の中心にあり認識をするものである。それは、知るものと知られるものの二元性を越えているので、アートマン自身は認識の対象にはならないといわれる。

## 概念の発展

### ヴェーダ
アートマンの語は『リグ・ヴェーダ』以来用いられた。『シャタパタ・ブラーフマナ』では、言語、視力、聴力などの生命現象はアートマンを基礎としアートマンによって統一されているとされ、またアートマンは造物主（Prajāpati）と全く同一ともされた。

### ウパニシャッド
ウパニシャッドの時代には、アートマンが宇宙を創造したと説かれた。また、アートマンは個人我（小我）であるとともに宇宙の中心原理（大我）であるともされた。ブラフマン（宇宙原理、梵: brahman）とアートマンが一体になることを求めたり、ブラフマンとアートマンが同一である（梵我一如）とされたり、真の実在はアートマンのみであって他は幻（梵: māyā、マーヤー）であるとされた。
また、アートマンは、宇宙の根源原理であるブラフマンと同一であるとされる（梵我一如)。それは、宇宙の全てを司るブラフマンは不滅のものであり、それとアートマンが同一であるのなら、当然にアートマンも不滅のものであるという考えであった。
ウパニシャッドではアートマンは不滅で、離脱後、各母体に入り、心臓に宿るとされる。これに従うならば、個人の肉体が死を迎えても、自我意識は永遠に存続するということであり、またアートマンが死後に新しい肉体を得るという輪廻の根拠でもあった。

## インド哲学において

### ヒンドゥー教 正統派
アートマンはヒンドゥー教徒にとって形而上学的・精神的な概念であり、しばしば聖典の中でブラフマンの概念と一緒に語られる。ヒンドゥー教の主要な正統派（六派哲学）である、サムキヤ派、ヨーガ派、ニャーヤ派、ヴァイセシカ派、ミマムサ派、ヴェーダンタ派のすべてが、「アートマンは存在する」というヴェーダやウパニシャッドの基礎的前提を受け入れている。
ヒンドゥー哲学、特にヴェーダンタ学派では、アートマンは第一原理である。ジャイナ教もこの前提を受け入れているが、その意味するところは独自の考えを持っている。これに対して、仏教およびシャルヴァカ派は、「アートマン／魂／自己」というものの存在を否定している。

### 仏教
仏教では常一主宰な我を否定し、無我の立場に立つ。無我を知ることが悟りの道に含まれる。
パーリ仏典無記相応の『アーナンダ経』では、釈迦はヴァッチャゴッタ姓の遊行者の以下の問いかけに対し、どちらにも黙して答えなかったと記されている。
1. 我(attā)はあるか？
2. 我はないのか？

この問いに答えなかった理由は、あると答えれば常住論者（sassatavādā）に同ずることになり、ないと答えれば断滅論者（ucchedavādā）に同ずることになるからと説いている。一切漏経でも同様に説く。